# ویلر ریج (کالیفرنیا)
ویلر ریج (به انگلیسی: Wheeler Ridge) یک منطقهٔ مسکونی در ایالات متحده آمریکا است که در کالیفرنیا واقع شده‌است. ویلر ریج ۲۹۱ متر بالاتر از سطح دریا واقع شده‌است.